# Джон Грей из Пирго
Джон Грей из Пирго (англ. John Grey of Pirgo; 1523 — 19 ноября 1569) — английский дворянин эпохи Тюдоров, дядя «королевы» Джейн Грей

## Биография
Джон Грей был сыном Томаса Грея, 2-го маркиза Дорсета и его второй жены Маргарет Уоттон; как младшему сыну маркиза ему был присвоен титул учтивости лорда.
В правление короля Эдуарда VI и его сестры королевы Марии Тюдор Джон Грей получил ряд земельных наделов в Лестершире, Дербишире и Ноттингемшире. Зимой 1554 года Джон и его братья Генри и Томас участвовали в восстании Уайатта, но были разбиты и арестованы, после чего Генри и Томас были обезглавлены по приговору суда.
Джон был приговорён к смертной казни, но благодаря заступничеству виконта Монтегю и своей жены был помилован и освобождён. Последующие четыре года он проживал в безвестности, но при вступлении Елизаветы I на престол, Джон был вызван ко двору, где королева в апреле 1559 года пожаловала ему несколько поместий и восстановила в правах дворянства.
Скончался 19 ноября 1569 года в Пирго после продолжительной болезни.

## Семья
Был женат на Мэри Браун, дочери сэра Энтони Брауна; у супругов было 7 детей (3 сына и 4 дочери). Единственный сын, доживший до взрослого возраста Генри (1547—1614) в 1603 году получил титул барона Грея из Гроуби.